# San Piero in Campo
San Piero in Campo est une frazione de la commune de Campo nell'Elba sur l'île d'Elbe, dans la province de Livourne en Toscane,.

## Histoire
Sur la colline de Castiglione di Campo, en aval de la ville actuelle, se dressait un petit oppidum d'époque étrusque, en relation visuelle directe avec l'autre forteresse montagnarde de Monte Castello, près de la ville de Procchio. Dans le secteur extrême-oriental de la ville, dans la zone de Piana Santa, ont été découvertes entre 1 999 et 2 000 tombes médiévales et des fragments de poterie peinte en noir attribués au IIIe siècle av. J.-C. Une tradition littéraire du XVIIIe siècle décrit l'existence d'un temple d'époque romaine dédiée au dieu Glaucus, protecteur des anciens marins, sur la zone de la ville actuelle occupée par l'église des Saints Pierre et Paul, transformée en forteresse avec deux bastions en 1569. Selon certaines hypothèses, la structure urbaine particulière de ce même secteur de la ville (appelé Vicinato Lungo) témoignerait d'un tracé datant de l'époque romaine.
Le 20 novembre 1943, l'église Saint Pierre et Paul fut touchée par une rafle (qui impliquait également les villes de Marciana, Poggio et Sant'Andrea) organisée par la Wehrmacht.

### Monuments et lieux d'intérêt
- Chiesa di San Niccolò (it) (XIIe siècle)
- Pieve di San Giovanni in Campo (it)
- Musée Minéralogique et Gemmologique Luigi Celleri (it)

### Sites archéologiques
- Carrière médiévale de San Piero in Campo
- Nécropole de Lo Spino
- Villages protohistoriques du Mont Capanne :
  - Site étrusque de Masso alla Guata
  - Zone pastorale de Piane del Canale
  - Site mégalithique Sassi Ritti [3]
  - Site protohistorique de Chiusa Borsella

## Minéralogie
La zone de San Piero in Campo, riche en veines pegmatitiques contenant de splendides tourmalines et béryls, a été étudiée par de nombreux géologues depuis 1825, dont Ottaviano Targioni Tozzetti, Giovanni D'Achiardi , Raffaello Foresi et Luigi Celleri ; c'est en effet l'une des régions européennes avec les plus fortes concentrations de ces précieux minéraux. Dans la région, il existe de nombreuses formations rocheuses de granodiorite.

## Galerie

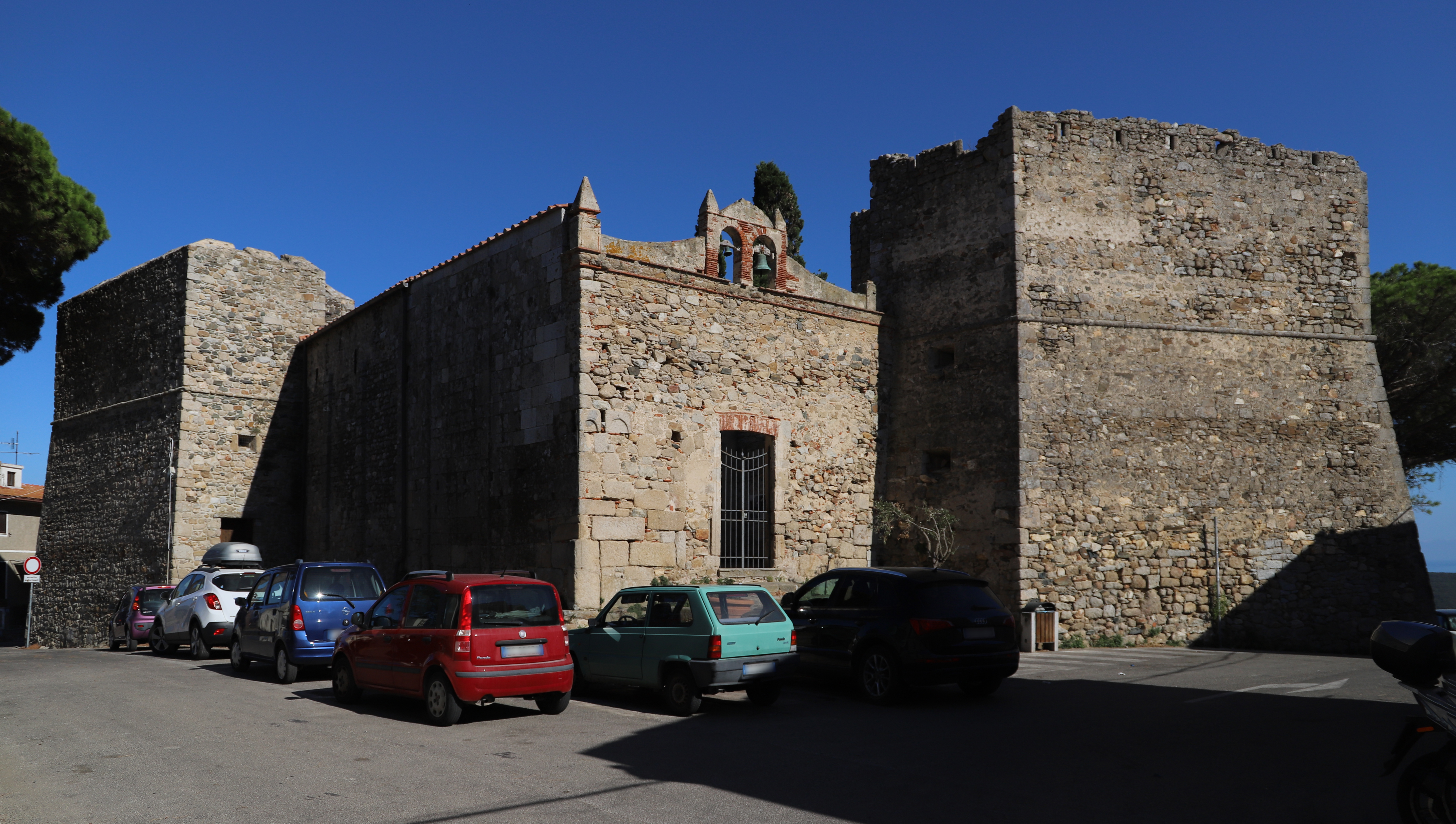
Église-forteresse des Saints-Pierre-et-Paul.
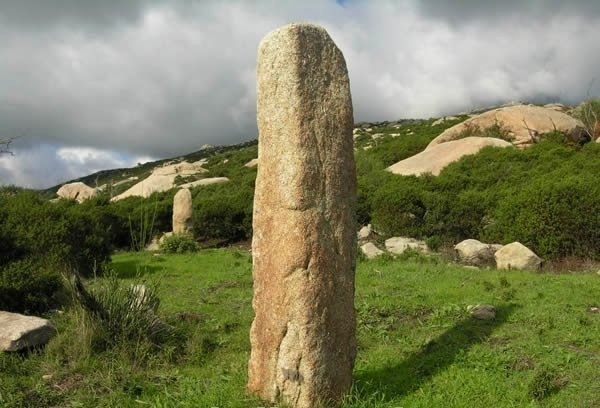
Menhir sur le site de Sassi Ritti.
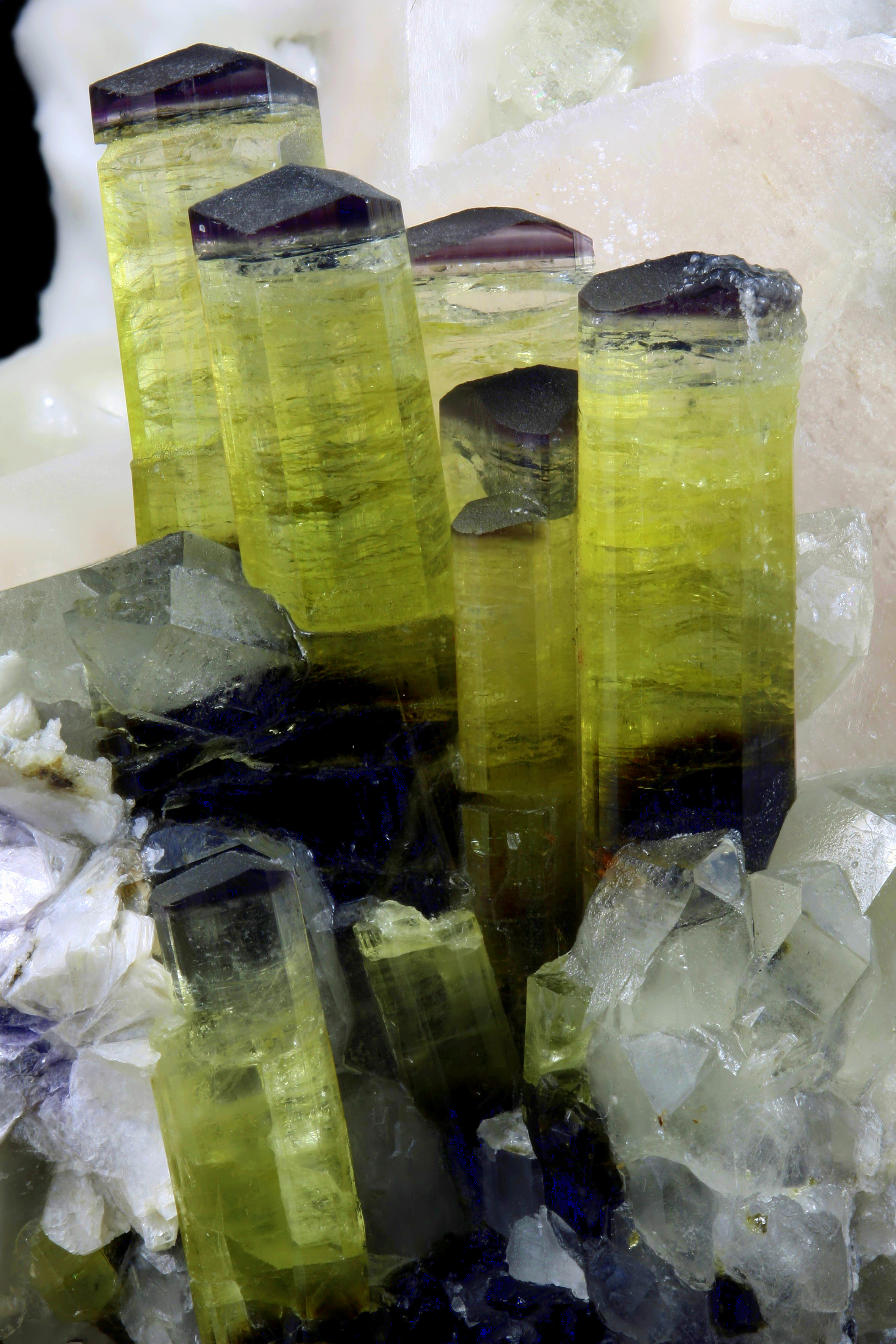
Elbaïte de San Piero.